# A Szombathelyi Haladás 2013–2014-es szezonja
Ez a szócikk a Szombathelyi Haladás 2013–2014-es szezonjáról szól, mely sorozatban a 6., összességében pedig az 58. idénye a csapatnak a magyar első osztályban. A klub fennállásának ekkor volt a 94. évfordulója. A szezon 2013 júliusában kezdődött, és 2014 májusában ér majd véget.

## Statisztikák
Utolsó elszámolt mérkőzés dátuma: 2014. március 21.

### Kiírások
| Kiírás        | Statisztikák | Statisztikák | Statisztikák | Statisztikák | Statisztikák | Statisztikák | Kezdő forduló | Végső forduló/ helyezés | Mérkőzések dátumai | Mérkőzések dátumai |
| Kiírás        | M            | GY           | D            | V            | LG–KG        | GK           | Kezdő forduló | Végső forduló/ helyezés | Első               | Utolsó             |
| ------------- | ------------ | ------------ | ------------ | ------------ | ------------ | ------------ | ------------- | ----------------------- | ------------------ | ------------------ |
| OTP Bank Liga | 21           | 8            | 8            | 5            | 29–24        | +5           | —             |                         | 2013. 07. 28.      | 2014. 03. 21.      |
| Magyar kupa   | 3            | 2            | 0            | 1            | 4–2          | +2           | 4. forduló    | Nyolcaddöntő            | 2013. 10. 30.      | 2013. 12. 04.      |
| Ligakupa      | 8            | 3            | 3            | 2            | 14–11        | +3           | Csoportkör    | Nyolcaddöntő            | 2013. 09. 04.      | 2014. 03. 04.      |

## OTP Bank Liga

### Mérkőzések
| 1. forduló 2013. július 28. 16:30 |

| Videoton                                               | 2 – 0               | Haladás                                           |
| ------------------------------------------------------ | ------------------- | ------------------------------------------------- |
| Kleinheisler 25' Nikolics 46' Caneira 15' Vinícius 34' | (2 – 0) Jegyzőkönyv | Nagy 13' Guzmics 57' Ugrai 47′, 89′ Devecseri 70' |

| Sóstói Stadion, Székesfehérvár Nézőszám: 3 000 Játékvezető: Andó-Szabó Sándor (magyar) |

| 2. forduló 2013. augusztus 3. 19:00 |

| Haladás                                                             | 2 – 2               | Győri ETO                                                             |
| ------------------------------------------------------------------- | ------------------- | --------------------------------------------------------------------- |
| Radó 9' (11-esből) 58' 83' Guzmics 37′, 53′ Halmosi 64' Tóth P. 78' | (1 – 1) Jegyzőkönyv | Martínez 33' 29' Kink 54' (11-esből) Kamenár 5′ Lipták 64' Kamber 69' |

| Rohonci úti stadion, Szombathely Nézőszám: 3 500 Játékvezető: Solymosi Péter (magyar) |

| 3. forduló 2013. augusztus 9. 19:00 |

| MTK Budapest          | 0 – 1               | Haladás                                                            |
| --------------------- | ------------------- | ------------------------------------------------------------------ |
| Poór 78' Harrak 90+5' | (0 – 1) Jegyzőkönyv | Ugrai 42' Schimmer 48' Fehér 53' Simon 61' Rózsa 89' Andorka 90+6' |

| Hidegkuti Nándor Stadion, Budapest Nézőszám: 800 Játékvezető: Kassai Viktor (magyar) |

| 4. forduló 2013. augusztus 18. 20:30 |

| Haladás                                               | 1 – 1               | Debreceni VSC                                              |
| ----------------------------------------------------- | ------------------- | ---------------------------------------------------------- |
| Németh 90+4' Bošnjak 54' Halmosi 54′, 65′ Gyurján 83' | (0 – 0) Jegyzőkönyv | Szakály 55' (11-esből) Volaš 37' Lázár 73′, 78′ Korhut 90′ |

| Rohonci út, Szombathely Nézőszám: 3 210 Játékvezető: Fábián Mihály (magyar) |

| 5. forduló 2013. augusztus 23. 19:00 |

| Kecskeméti TE                            | 1 – 1               | Haladás                                                           |
| ---------------------------------------- | ------------------- | ----------------------------------------------------------------- |
| Forró 26' 73' Rajczi 31' Mogyorósi 90+2' | (1 – 0) Jegyzőkönyv | Fehér 49' Iszlai 14' Devecseri 17' Nagy 20' Gyurján 86' Ugrai 88' |

| Széktói Stadion, Kecskemét Nézőszám: 2 000 Játékvezető: Szabó Zsolt (magyar) |

| 6. forduló 2013. augusztus 30. 19:00 |

| Haladás                                                   | 3 – 2               | Lombard Pápa                                                                    |
| --------------------------------------------------------- | ------------------- | ------------------------------------------------------------------------------- |
| Radó 13' 47' (11-esből) Halmosi 36' Szakály 27' Ugrai 90' | (2 – 1) Jegyzőkönyv | Griffiths 21' Arsić 89' Rodenbücher 18′, 90+1′ Tóth G. 33' Struhár 46' Nagy 75' |

| Rohonci út, Szombathely Nézőszám: 3 510 Játékvezető: Farkas Ádám (magyar) |

| 7. forduló 2013. szeptember 14. 14:00 |

| Újpest         | 1 – 1               | Haladás                              |
| -------------- | ------------------- | ------------------------------------ |
| Vasiljević 59' | (0 – 0) Jegyzőkönyv | Fehér 82' 49' Németh 55' Gyurján 60' |

| Szusza Ferenc Stadion, Budapest Nézőszám: 1 000 Játékvezető: Erdős József (magyar) |

| 8. forduló 2013. szeptember 21. 16:00 |

| Haladás                                                            | 2 – 1               | Puskás Akadémia                                                    |
| ------------------------------------------------------------------ | ------------------- | ------------------------------------------------------------------ |
| Halmosi 10' Radó 72' Guzmics 20' Simon 59' Fehér 83′ Gyurján 90+2' | (1 – 0) Jegyzőkönyv | Lencse 56' Farkas 15' Vaszicsku 71' Hajdúch 71' Margitics 74′, 77′ |

| Rohonci út, Szombathely Nézőszám: 2 840 Játékvezető: Andó-Szabó Sándor (magyar) |

| 9. forduló 2013. szeptember 28. 18.00 |

| Budapest Honvéd                                                           | 2 – 1               | Haladás                                              |
| ------------------------------------------------------------------------- | ------------------- | ---------------------------------------------------- |
| Daud 45' (11-esből) 55' (11-esből) Nagy 62' Job 74' Vernes 75' Lovrić 80' | (1 – 0) Jegyzőkönyv | Radó 71' Simon 31' Ugrai 39' Rózsa 44' Devecseri 54' |

| Bozsik József Stadion, Budapest Nézőszám: 500 Játékvezető: Solymosi Péter (magyar) |

| 10. forduló 2013. október 5. 20:00 |

| Haladás                                                           | 4 – 1               | Kaposvári Rákóczi |
| ----------------------------------------------------------------- | ------------------- | ----------------- |
| Halmosi 5' Radó 50' 80' (11-esből) Fehér 83' Bošnjak 21' Nagy 47' | (1 – 1) Jegyzőkönyv | Lucas 37'         |

| Rohonci út, Szombathely Nézőszám: 1 780 Játékvezető: Németh Ádám (magyar) |

| 11. forduló 2013. október 18. 19:00 |

| Mezőkövesd–Zsóry                                   | 0 – 2               | Haladás                                                                    |
| -------------------------------------------------- | ------------------- | -------------------------------------------------------------------------- |
| Dobos 64' Fótyik 69′ Bogdány 79' Harsányi 43′, 85′ | (0 – 1) Jegyzőkönyv | Fótyik 7' (öngól) Radó 64' Devecseri 19' Nagy 26' Simon 33' Iszlai 5′, 72′ |

| Városi stadion, Mezőkövesd Nézőszám: 2 500 Játékvezető: Szabó Zsolt (magyar) |

| 12. forduló 2013. október 26. 20:00 |

| Haladás                         | 2 – 2               | Diósgyőr                                                          |
| ------------------------------- | ------------------- | ----------------------------------------------------------------- |
| Nagy 24' Németh 61' Halmosi 59' | (1 – 1) Jegyzőkönyv | Abdouraman 11' 89' Futács 34' Vági 40' Batioja 48' Kádár 69′, 90′ |

| Rohonci út, Szombathely Nézőszám: 3 525 Játékvezető: Farkas Ádám (magyar) |

| 13. forduló 2013. november 2. 20:00 |

| Paksi FC                    | 0 – 1               | Haladás                            |
| --------------------------- | ------------------- | ---------------------------------- |
| Windecker 56′, 75′ Bori 82' | (0 – 0) Jegyzőkönyv | Halmosi 77' 64' Fehér 37' Radó 50' |

| Fehérvári út, Paks Nézőszám: 800 Játékvezető: Kassai Viktor (magyar) |

| 14. forduló 2013. november 10. 16:30 |

| Ferencváros         | 0 – 3               | Haladás                                                             |
| ------------------- | ------------------- | ------------------------------------------------------------------- |
| Bešić 55' Busai 86' | (0 – 2) Jegyzőkönyv | Halmosi 10' 65' Ugrai 22' Radó 8' Guzmics 17' Iszlai 39' Németh 88' |

| Albert Flórián Stadion, Budapest Nézőszám: 5 000 Játékvezető: Fábián Mihály (magyar) |

| 15. forduló 2013. november 23. 16:00 |

| Haladás                                         | 1 – 3               | Pécsi MFC                                                                    |
| ----------------------------------------------- | ------------------- | ---------------------------------------------------------------------------- |
| Fehér 7' Radó 54' Németh 51′, 64′ Devecseri 73' | (1 – 1) Jegyzőkönyv | Romić 40' Szatmári 69' Koller 86' 26' Wittrédi 43' Frőhlich 77' Márkvárt 82' |

| Rohonci út, Szombathely Nézőszám: 1 850 Játékvezető: Erdős József (magyar) |

| 16. forduló 2013. december 1. 18:30 |

| Haladás                                                            | 1 – 1                         | Videoton                     |
| ------------------------------------------------------------------ | ----------------------------- | ---------------------------- |
| Ugrai 61' Nagy 41' Rajos 39′ Bošnjak 43' Simon 54' Iszlai 47′, 79′ | (0 – 1) Jegyzőkönyv Részletek | Nikolics N. 40' Vinícius 83' |

| Rohonci út, Szombathely Nézőszám: 2 200 Játékvezető: Kassai Viktor (magyar) |

| 17. forduló 2013. december 8. 18:30 |

| Győri ETO                                                   | 2 – 1               | Haladás                                                   |
| ----------------------------------------------------------- | ------------------- | --------------------------------------------------------- |
| Martínez 69' 47' Andrić 74' Wolfe 34′ Pátkai 37' Dinjar 62' | (0 – 1) Jegyzőkönyv | Radó 36' (11-esből) Guzmics 31' Fehér 78' Devecseri 90+3' |

| ETO Park, Győr Nézőszám: 1 700 Játékvezető: Iványi Zoltán (magyar) |

| 18. forduló 2014. március 1. 16:00 |

| Haladás                                 | 0 – 0               | MTK Budapest                                             |
| --------------------------------------- | ------------------- | -------------------------------------------------------- |
| Simon 56' Fehér 60' Hrepka 77' Nagy 80' | (0 – 0) Jegyzőkönyv | Nagy 19' Vukmir 23' Kálnoki-Kis 60' Poór 82' Vass Á. 83' |

| Rohonci út, Szombathely Játékvezető: Farkas Ádám (magyar) |

| 19. forduló 2014. március 9. 16:30 |

| Debreceni VSC                 | 2 – 0                         | Haladás              |
| ----------------------------- | ----------------------------- | -------------------- |
| Máté 60' Bódi 83' Szakály 28' | (0 – 0) Jegyzőkönyv Részletek | Simon 5' Tóth P. 62' |

| Oláh Gábor utca, Debrecen Nézőszám: 5 500 Játékvezető: Erdős József (magyar) |

| 20. forduló 2014. március 14. 17:00 |

| Haladás                                       | 1 – 0                         | Kecskeméti TE                  |
| --------------------------------------------- | ----------------------------- | ------------------------------ |
| Gyurján 55' Simon 19' Halmosi 72' Guzmics 86' | (0 – 0) Jegyzőkönyv Részletek | Karan 18' Szalai 31' Forró 68' |

| Rohonci úti stadion, Szombathely Nézőszám: 2 300 Játékvezető: Becséri Dániel (magyar) |

| 21. forduló 2014. március 21. 19:00 |

| Lombard Pápa                                | 1 – 1               | Haladás              |
| ------------------------------------------- | ------------------- | -------------------- |
| Marić 86' Németh 39' Tóth G. 66' Sekour 80' | (0 – 1) Jegyzőkönyv | Radó 26' Halmosi 88' |

| Perutz Stadion, Pápa Játékvezető: Németh Ádám (magyar) |

| 23. forduló 2014. április 4. 17:00 |

| Puskás Akadémia                      | 1 – 2               | Haladás                          |
| ------------------------------------ | ------------------- | -------------------------------- |
| Czvitkovics 42' Tóth 71′ Lorentz 75' | (1 – 2) Jegyzőkönyv | Halmosi 19' Guzmics 33' Radó 43' |

| Sóstói Stadion, Székesfehérvár Játékvezető: Vad II. István (magyar) |

### A bajnokság végeredménye
| #   | Csapat                 | M  | GY | D  | V  | G+ – G– | GK  | P  | Megjegyzések                                   |
| --- | ---------------------- | -- | -- | -- | -- | ------- | --- | -- | ---------------------------------------------- |
| 1.  | DVSC–TEVA (B)          | 30 | 18 | 8  | 4  | 66–33   | +33 | 62 | 2014–2015-ös Bajnokok Ligája – 2. selejtezőkör |
| 2.  | Győri ETO FC CV (I)    | 30 | 18 | 8  | 4  | 58–32   | +26 | 62 | 2014–2015-ös Európa-liga – 2. selejtezőkör     |
| 3.  | Ferencvárosi TC (I)    | 30 | 17 | 6  | 7  | 47–33   | +14 | 57 | 2014–2015-ös Európa-liga – 1. selejtezőkör     |
| 4.  | Videoton FC            | 30 | 15 | 8  | 7  | 52–31   | +21 | 53 |                                                |
| 5.  | Diósgyőri VTK (I)      | 30 | 12 | 11 | 7  | 45–38   | +7  | 47 | 2014–2015-ös Európa-liga – 1. selejtezőkör     |
| 6.  | Szombathelyi Haladás   | 30 | 12 | 10 | 8  | 37–31   | +6  | 46 |                                                |
| 7.  | Pécsi MFC–Matias       | 30 | 12 | 9  | 9  | 41–38   | +3  | 45 |                                                |
| 8.  | MTK Budapest FC        | 30 | 11 | 7  | 12 | 42–36   | +6  | 40 |                                                |
| 9.  | Budapest Honvéd FC     | 30 | 10 | 6  | 14 | 37–39   | −2  | 36 |                                                |
| 10. | Kecskeméti TE          | 30 | 9  | 9  | 12 | 36–51   | −15 | 36 |                                                |
| 11. | MVM–Paks               | 30 | 8  | 10 | 12 | 39–42   | −3  | 34 |                                                |
| 12. | Lombard Pápa Termál FC | 30 | 9  | 6  | 15 | 32–50   | −18 | 33 |                                                |
| 13. | Újpest FC (KGY)        | 30 | 8  | 8  | 14 | 46–51   | −5  | 32 |                                                |
| 14. | Puskás Akadémia FC Ú   | 30 | 8  | 7  | 15 | 36–51   | −15 | 31 |                                                |
| 15. | Mezőkövesd-Zsóry FC Ú  | 30 | 6  | 6  | 18 | 27–52   | −25 | 24 | NB II                                          |
| 16. | Kaposvári Rákóczi FC   | 30 | 4  | 7  | 19 | 21–54   | −33 | 19 | NB II                                          |

Utolsó frissítés: 2014. június 1. 
Forrás: MLSZ adatbank 
A rangsorolás alapszabályai: 1. összpontszám, 2. győzelmek száma, 3. gólkülönbség, 4. szerzett gólok száma, 5. egymás elleni eredmények összpontszáma,  6. egymás elleni eredmények gólkülönbsége, 7. egymás elleni eredmények szerzett góljainak száma, 8. egymás elleni eredmények idegenben szerzett góljainak száma.
(B): Bajnokcsapat, (K): Kieső csapat, (F): Feljutó csapat, (I): Kupainduló, (R): A rájátszás győztese, (KGY): Kupagyőztes

### Eredmények összesítése
Az alábbi táblázatban összesítve szerepelnek a Szombathelyi Haladás 2013/14-es bajnokságban elért eredményei.
| Ősz/tavasz (forduló)    | Otthon | Otthon | Otthon | Otthon | Otthon | Otthon | Otthon | Idegenben | Idegenben | Idegenben | Idegenben | Idegenben | Idegenben | Idegenben |
| Ősz/tavasz (forduló)    | M      | GY     | D      | V      | LG–KG  | GK     | P      | M         | GY        | D         | V         | LG–KG     | GK        | P         |
| ----------------------- | ------ | ------ | ------ | ------ | ------ | ------ | ------ | --------- | --------- | --------- | --------- | --------- | --------- | --------- |
| Őszi szezon (1–17.)     | 8      | 3      | 4      | 1      | 16–13  | +3     | 13     | 9         | 4         | 2         | 3         | 11–8      | +3        | 14        |
| Tavaszi szezon (18–30.) | 2      | 1      | 1      | 0      | 1–0    | +1     | 4      | 2         | 0         | 1         | 1         | 1–3       | –2        | 1         |
| Összesen (1–30.)        | 10     | 4      | 5      | 1      | 17–13  | +4     | 17     | 11        | 4         | 3         | 4         | 12–11     | +1        | 15        |

### Helyezések fordulónként
| Forduló  | 1  | 2  | 3  | 4 | 5 | 6  | 7 | 8  | 9 | 10 | 11 | 12 | 13 | 14 | 15 | 16 | 17 | 18 | 19 | 20 | 21 | 22 | 23 | 24 | 25 | 26 | 27 | 28 | 29 | 30 |
| -------- | -- | -- | -- | - | - | -- | - | -- | - | -- | -- | -- | -- | -- | -- | -- | -- | -- | -- | -- | -- | -- | -- | -- | -- | -- | -- | -- | -- | -- |
| Helyszín | I  | O  | I  | O | I | O  | I | O  | I | O  | I  | O  | I  | I  | O  | O  | I  | O  | I  | O  | I  |    |    |    |    |    |    |    |    |    |
| Eredmény | V  | D  | GY | D | D | GY | D | GY | V | GY | GY | D  | GY | GY | V  | D  | V  | D  | V  | GY | D  |    |    |    |    |    |    |    |    |    |
| Helyezés | 14 | 12 | 9  | 8 | 8 | 6  | 9 | 8  | 8 | 6  | 6  | 7  | 5  | 3  | 4  | 4  | 6  | 6  | 8  | 6  | 7  |    |    |    |    |    |    |    |    |    |

Helyszín: O = Otthon; I = Idegenben. Eredmény: GY = Győzelem; D = Döntetlen; V = Vereség.

## Magyar kupa
4. forduló
| 2013. október 30. 12:30 |

| Csákvári TK            | 0 – 3               | Haladás                                                            |
| ---------------------- | ------------------- | ------------------------------------------------------------------ |
| Molnár 76' Domokos 87' | (0 – 2) Jegyzőkönyv | Ugrai 22' 27' Andorka 51' 43' Devecseri 13' Guzmics 79′ Tóth 90+2' |

| Csákvár Nézőszám: 200 Játékvezető: Radványi Ádám (magyar) |

Nyolcaddöntő
| 2013. november 27. 17:00 |

| Nyíregyháza Spartacus         | 0 – 1               | Haladás                           |
| ----------------------------- | ------------------- | --------------------------------- |
| Csordás 20' Gengeliczki 90+1' | (0 – 1) Jegyzőkönyv | Halmosi 11' Ugrai 50' Bošnjak 67′ |

| Nyíregyháza Városi Stadion, Nyíregyháza Nézőszám: 800 Játékvezető: Solymosi Péter (magyar) |

| 2013. december 4. 17:30 |

| Haladás                            | 0 – 2               | Nyíregyháza Spartacus              |
| ---------------------------------- | ------------------- | ---------------------------------- |
| Simon 70' Devecseri 74' Iszlai 85′ | (0 – 1) Jegyzőkönyv | Kákonyi 27' Törtei 75' Csordás 71' |

| Rohonci úti stadion, Szombathely Nézőszám: 1 000 Játékvezető: Becséri Dániel (magyar) |

## Ligakupa

### Csoportkör (G csoport)
| 1. forduló 2013. szeptember 4. 17:00 |

| Haladás                  | 2 – 2               | Gyirmót FC Győr                                                     |
| ------------------------ | ------------------- | ------------------------------------------------------------------- |
| Andorka 11' 43' Nagy 86' | (2 – 0) Jegyzőkönyv | Beliczky 80' 83' Kovács 11' Egerszegi 27' Magasföldi 38' Széles 67' |

| Rohonci úti stadion, Szombathely Nézőszám: 300 Játékvezető: Kovács J. Zoltán (magyar) |

| 2. forduló 2013. szeptember 11. 17:00 |

| Lombard Pápa                            | 2 – 0               | Haladás                                     |
| --------------------------------------- | ------------------- | ------------------------------------------- |
| Eszlátyi 34' Sekour 88' Rodenbücher 59' | (1 – 0) Jegyzőkönyv | Iszlai 24' Tóth 55' Zsirai 57' Jagodics 67' |

| Perutz Stadion, Pápa Nézőszám: 300 Játékvezető: Botló Béla (magyar) |

| 3. forduló 2013. október 8. 15:00 |

| FC Ajka                                          | 1 – 2               | Haladás                                   |
| ------------------------------------------------ | ------------------- | ----------------------------------------- |
| Lattenstein 79' Domján 71' Péter 81' Hanzl 90+2' | (0 – 1) Jegyzőkönyv | Pákai 31' (öngól) Gyurján 84' Mursits 51′ |

| Ajka Nézőszám: 150 Játékvezető: Kovács J. Zoltán (magyar) |

| 4. forduló 2013. október 15. 16:00 |

| Haladás                                                                                       | 7 – 2               | FC Ajka                                         |
| --------------------------------------------------------------------------------------------- | ------------------- | ----------------------------------------------- |
| Andorka 13' 31' 37' 78' 82' Németh 83' Gyurján 87' Fehér 43' Iszlai 62' Simon 74' Halmosi 79' | (3 – 0) Jegyzőkönyv | Kanta 52' Dancsecs 60' Meiczinger 23' Hanzl 64' |

| Rohonci úti stadion, Szombathely Nézőszám: 150 Játékvezető: Barna Gábor (magyar) |

| 5. forduló 2013. november 13. 13:30 |

| Haladás | 0 – 0               | Lombard Pápa |
| ------- | ------------------- | ------------ |
|         | (0 – 0) Jegyzőkönyv |              |

| Szombathely Nézőszám: 50 Játékvezető: Szőts Gergely (magyar) |

| 6. forduló 2013. november 19. 15:00 |

| Gyirmót FC Győr                         | 2 – 3               | Haladás                                                          |
| --------------------------------------- | ------------------- | ---------------------------------------------------------------- |
| Tóth 14' 51′ Kardos 33' 45' Holczer 90' | (2 – 2) Jegyzőkönyv | Halmosi 28' 51' 38' Tóth 45' Guzmics 62' Simon 68' Andorka 90+5' |

| Győr Nézőszám: 200 Játékvezető: Botló Béla (magyar) |

### A G csoport végeredménye
| Csapat       | M | Gy | D | V | G+ | G– | Gk  | P  |
| ------------ | - | -- | - | - | -- | -- | --- | -- |
| Lombard Pápa | 6 | 3  | 3 | 0 | 9  | 5  | +4  | 12 |
| Haladás      | 6 | 3  | 2 | 1 | 14 | 9  | +5  | 11 |
| Gyirmót      | 6 | 2  | 2 | 2 | 13 | 11 | +2  | 8  |
| Ajka         | 6 | 0  | 1 | 5 | 7  | 18 | –11 | 1  |

### Nyolcaddöntő
| Első mérkőzés 2014. február 22. 14:00 |

| Haladás                       | 0 – 0               | Ferencváros                                |
| ----------------------------- | ------------------- | ------------------------------------------ |
| Iszlai 33' Nagy 45' Fehér 89' | (0 – 0) Jegyzőkönyv | Bešić 11' Bönig 23' Pavlović 55' Čukić 71' |

| Rohonci út, Szombathely Nézőszám: 1 700 Játékvezető: Oláh Gábor (magyar) |

| Visszavágó 2014. március 4. 18:00 |

| Ferencváros        | 2 – 0               | Haladás                                     |
| ------------------ | ------------------- | ------------------------------------------- |
| Jenner 76' 90' 87' | (0 – 0) Jegyzőkönyv | Iszlai 17' Simon 58' Zsirai 75' Halmosi 85' |

| Puskás Ferenc Stadion, Budapest Nézőszám: 600 Játékvezető: Iványi Zoltán (magyar) |

## Felkészülési mérkőzések

### Nyár
| 2013. június 28. 18:45 |

| Wiener Neustadt          | 2 – 0               | Haladás |
| ------------------------ | ------------------- | ------- |
| Maderner 71' Fröschl 87' | (0 – 0) Jegyzőkönyv |         |

| Sonnhofen Nézőszám: 150 Játékvezető: Kramer (osztrák) |

| 2013. július 2. 17:00 |

| RNK Split                       | 2 – 1               | Haladás    |
| ------------------------------- | ------------------- | ---------- |
| Vojnović 30' A. Majstorović 54' | (1 – 1) Jegyzőkönyv | Gyurján 5' |

| Stinatz Nézőszám: 50 Játékvezető: Pethő (osztrák) |

| 2013. július 5. 18:00 |

| SV Mattersburg | 0 – 1               | Haladás  |
| -------------- | ------------------- | -------- |
|                | (0 – 1) Jegyzőkönyv | Radó 10' |

| Oberdorf im Burgenland Nézőszám: 200 Játékvezető: Paukovits (osztrák) |

| 2013. július 9. 18:00 |

| Haladás                                            | 6 – 1               | Admira Wacker Mödling Amateure |
| -------------------------------------------------- | ------------------- | ------------------------------ |
| Radó 2' 15' Guzmics 32' Andorka 68' 90' Németh 77' | (3 – 1) Jegyzőkönyv | Pranjic 8'                     |

| Rohonci út, Szombathely Nézőszám: 100 Játékvezető: Szilasi Szabolcs (magyar) |

| 2013. július 12. 14:00 |

| Haladás                                    | 3 – 1               | FK Slavija           |
| ------------------------------------------ | ------------------- | -------------------- |
| Németh 20' Radó 23' (11-esből) Andorka 36' | (2 – 0) Jegyzőkönyv | Dudić 45' (11-esből) |

| Király Sportcentrum, Szombathely Nézőszám: 400 Játékvezető: Bognár Tamás (magyar) |

| 2013. július 12. 19:00 |

| Haladás               | 2 – 1               | Diósgyőr  |
| --------------------- | ------------------- | --------- |
| Andorka 18' Ugrai 38' | (1 – 0) Jegyzőkönyv | Gohér 54' |

| Király Sportcentrum, Szombathely Nézőszám: 600 Játékvezető: Bognár Tamás (magyar) |

| 2013. július 17. 18:00 |

| Haladás   | 1 – 1               | FC Ajka   |
| --------- | ------------------- | --------- |
| Ugrai 59' | (0 – 0) Jegyzőkönyv | Hanzl 80' |

| Rohonci út, Szombathely Nézőszám: 200 Játékvezető: Pintér Csaba (magyar) |

| 2013. július 20. 11:00 |

| Haladás     | 1 – 1               | Zalaegerszegi TE |
| ----------- | ------------------- | ---------------- |
| Gyurján 17' | (1 – 1) Jegyzőkönyv | Frizoni 5'       |

| Rohonci út, Szombathely Nézőszám: 500 Játékvezető: Kovács G. (magyar) |

| 2013. július 31. 18:00 |

| Haladás                             | 2 – 3               | FC Ajka                               |
| ----------------------------------- | ------------------- | ------------------------------------- |
| N. Bastajic 38' Radó 54' (11-esből) | (1 – 1) Jegyzőkönyv | Horváth A. 15' Major N. 48' Varga 75' |

| Rohonci út, Szombathely Nézőszám: 300 Játékvezető: Szvorda (magyar) |

| 2013. augusztus 6. 19:00 |

| Haladás               | 2 – 1               | Sampdoria   |
| --------------------- | ------------------- | ----------- |
| Andorka 84' Ugrai 87' | (0 – 1) Jegyzőkönyv | Wszołek 36' |

| Rohonci út, Szombathely Nézőszám: 1 300 Játékvezető: Szilasi Szabolcs (magyar) |

### Tél
| 2014. január 15. 17:00 |

| Sturm Graz                                      | 4 – 2               | Haladás               |
| ----------------------------------------------- | ------------------- | --------------------- |
| Beichler 30' Vujadinović 35' Madl 42' Kainz 49' | (3 – 2) Jegyzőkönyv | Gyurján 32' Ugrai 39' |

| Trainingszentrum Messendorf, Graz, Ausztria Nézőszám: 400 |

| 2014. január 21. |

| NK Maribor                                       | 5 – 0               | Haladás |
| ------------------------------------------------ | ------------------- | ------- |
| Mezga 14' Arghus 55' Zahovič 66' 77' Tavares 67' | (1 – 0) Jegyzőkönyv |         |

| Lendva, Szlovénia Nézőszám: 50 Játékvezető: Grolet (szlovén) |

| 2014. január 27. 14:30 |

| Haladás | 0 – 2               | Shandong Luneng Taishan     |
| ------- | ------------------- | --------------------------- |
|         | (0 – 2) Jegyzőkönyv | Li Songyi 6' 39' (11-esből) |

| Belek, Törökország Játékvezető: Sokolov (orosz) |

| 2014. január 31. 16:30 |

| Haladás | 0 – 1               | Viitorul Constanța |
| ------- | ------------------- | ------------------ |
|         | (0 – 1) Jegyzőkönyv | Dică 23'           |

| WOW Sport Center, Antalya, Törökország |

| 2014. február 2. 14:00 |

| Haladás                 | 2 – 3               | Slavia Praha                   |
| ----------------------- | ------------------- | ------------------------------ |
| Radó 44' (11-esből) 60' | (1 – 2) Jegyzőkönyv | Necid 25' Juhar 26' Prošek 86' |

| WOW Sport Center, Antalya, Törökország Nézőszám: 50 |

| 2014. február 4. 14:15 |

| Haladás  | 1 – 1               | 1. FC Slovácko |
| -------- | ------------------- | -------------- |
| Radó 31' | (1 – 0) Jegyzőkönyv | Došek 55'      |

| Belek, Törökország Játékvezető: Seiter (osztrák) |

| 2014. február 14. 15:00 |

| FC Ajka     | 1 – 2               | Haladás                 |
| ----------- | ------------------- | ----------------------- |
| Hanzl 90+1' | (0 – 1) Jegyzőkönyv | Halmosi 44' Guzmics 75' |

| Ajka Nézőszám: 50 Játékvezető: Lovasi (magyar) |